# Viaducto de Guardo
Viaducto de Guardo es el nombre con el que provisionalmente se conoce un viaducto en construcción sobre el valle del río Carrión en Guardo, al norte de la provincia de Palencia, en España. Forma parte de la llamada variante de Guardo, un tramo de circunvalación que desviará la carretera autonómica CL-626 por el exterior de la localidad, permitiendo su conexión con la CL-615. Con una longitud de 840 m y una altura de 75 m, a su culminación se convertirá en una de las estructuras más altas de la provincia de Palencia.

## Construcción
Las obras de comienzo del viaducto se llevaron a cabo en marzo de 2011, y se estimó que fueran finalizadas en septiembre de 2013. El presupuesto inicial de la variante es de 19,8 millones €, y las obras fueron adjudicadas a una UTE formada por Sacyr Vallehermoso e Inmobiliaria Río Vena. El presupuesto será sufragado por la Junta de Castilla y León y los fondos de Desarrollo Alternativo de las Comarcas Mineras (MINER).
El 26 de abril de 2013 resultó muerto un operario que trabajaba en las obras, al desprenderse y caer al vacío la plataforma de encofrado que se utilizaba para la construcción de la calzada. Desde ese momento, todas las obras del viaducto permanecen paralizadas.
En abril de 2019, la Junta de Castilla y León licitó las obras para la finalización del tramo, que no incluían la culminación del viaducto.

## Datos
La necesidad de la obra de circunvalación surgió por la acumulación de tráfico, especialmente tráfico pesado, por el núcleo urbano de Guardo. Con la nueva infraestructura, las instituciones pretenden también acercar el polígono industrial de la localidad a las vías rápidas de acceso a la misma, sin necesidad de atravesar la villa. La variante quedaría encuadrada dentro del denominado eje subcantábrico, una vía que comunica Asturias con Aguilar de Campoo a través de La Robla y Guardo, una de las vías más importantes para el desarrollo de la Montaña Palentina.
El viaducto salva el gran desnivel del valle del Carrión, además de evitar la vía férrea del Ferrocarril de La Robla, que discurre por el norte de la localidad. Su estructura comienza en la CL-615 a 1,5 km del núcleo urbano en dirección Palencia y culmina a 2,5 km del mismo en la CL-626 dirección León, salvando toda la vega del Carrión, en una zona conocida como Las Vegas. La elevación en su punto máximo será de unos 75 m, mientras que la longitud del tramo es de unos 840 m.